# USA Toulouges
El USA Toulouges es un equipo de baloncesto francés con sede en la ciudad de Toulouges, que compite en la NM2, la cuarta competición de su país. Disputa sus partidos en la Halle Aux Sports Naturopole, con capacidad para 1.400 espectadores.

## Posiciones en liga
- 2004 - (1-N2)
- 2005 - (18-N1)
- 2006 - (1-N2)
- 2007 - (11-N1)
- 2008 - (17-NM1)
- 2009 - (13-NM2)
- 2010 - (NM3)
- 2011 - (9-NM2)
- 2012 - (7-NM2)
- 2013 - (7-NM2)
- 2014 - (4-NM2)
- 2015 - (5-NM2)
- 2016 - (7-NM2)
- 2017 - (7-NM2)

## Palmarés
- Campeón NM4 - 1993
- Finalista Copa de baloncesto de Francia - 2006